# Odprto prvenstvo Francije 1976
Odprto prvenstvo Francije 1977 je teniški turnir za Grand Slam, ki je med 31. majem in 6. junijem 1977 potekal v Parizu.

## Moški posamično
Adriano Panatta :  Harold Solomon, 6-1, 6-4, 4-6, 7-6

## Ženske posamično
Susan Barker :  Renáta Tomanová, 6–2, 0–6, 6–2

## Moške dvojice
Frederick McNair /  Sherwood Stewart :  Brian Gottfried /  Raúl Ramírez, 7–6(8-6), 6–3, 6–1

## Ženske dvojice
Fiorella Bonicelli /  Gail Sherriff Chanfreau Lovera :  Kathy Harter /  Helga Niessen Masthoff, 6–4, 1–6, 6–3

## Mešane dvojice
Ilana Kloss /  Kim Warwick :  Delina Boshoff /  Colin Dowdeswell, 5–7, 7–6, 6–2